# 成瀬正俊
成瀬 正俊（なるせ まさとし、1930年〈昭和5年〉9月3日 - 2008年〈平成20年〉4月4日）は、日本の俳人。国宝・犬山城の元城主であり、旧所有者。称号としては愛知県犬山市初の名誉市民を贈られている。角川書店やテレビ朝日にも勤務していた。

## 略歴
父は尾張藩付家老・犬山藩主成瀬正成の末裔で、成瀬家11代当主の成瀬正勝。母は旧松尾藩主太田資美の長男で子爵である資業の娘、文子。東京都生まれ。学習院大学文学部卒業。学位は文学士。1972年（昭和47年）に父の正勝の死去に伴い第12代城主をつとめる。犬山城は2004年（平成16年）4月に成瀬家が設立した財団法人の犬山城白帝文庫に移管された。
長女は財団法人犬山城白帝文庫理事長の成瀬淳子、長男は成瀬正浩。別の息子の成瀬正祐は元ホトトギス社勤務の、貸本漫画研究者。
2008年（平成20年）4月4日午前1時25分に東京都内の病院で敗血症により死去。享年78。
高浜虚子に師事した俳人で、ホトトギスの同人でもあった。初期には「正とし」を名のっていた。
なお同年4月7日に東京都渋谷区にある雲照寺にて、葬儀・告別式が行なわれた。名誉市民に認定している犬山市においても、犬山国際観光センターで2008年6月28日に市葬が営まれた。市民ら約330人が参列し、「殿様」と親しまれた人柄をしのんだ。
年表
- 1930年（昭和5年）9月3日 - 生誕
- 1972年（昭和47年） - 父・正勝死去。犬山城第12代城主に就任。
- 2004年（平成16年）4月 - 犬山城を財団法人犬山城白帝文庫へと移管。
- 2008年（平成20年）4月4日 - 敗血症により死去。
- 2008年（平成20年）4月7日 - 雲照寺（東京都渋谷区）にて葬儀と告別式開催。
- 2008年（平成20年）6月28日 - 犬山市による市葬が開催された。

## 著書
- 『裸の楽が記～四高時習寮』（1956年）
- 『星月夜』成瀬正とし（白玉書房、1961年）
- 『帰城』成瀬正とし（新樹社、1978年）
- 『城影』（七月堂、1979年）
- 『合戦屏風覚書』（犬山城出版部、1981年）
- 『成瀬正俊集』（俳人協会、1981年）
- 『京極杞陽の世界』（梅里書房、1990年）
- 『とのさま俳話』（梅里書房、1992年）
- 『とのさま俳話2』（梅里書房、1993年）
- 『とのさま俳話3』（梅里書房、1994年）
- 『冬の風鈴 とのさま写生文集』（梅里書房、1995年）
- 『赤椿物語 とのさま写生文集』（梅里書房、1996年）
- 『犬山城俳諧夢譚』（梅里書房、1997年）
- 『城を売る男』（梅里書房、1998年）
- 『正俊五百句』（梅里書房、1999年）